# Gornji Slaveči
Gornji Slaveči – wieś w Słowenii, w gminie Kuzma. Według danych szacunkowych Urzędu Statystycznego Słowenii, 1 stycznia 2018 roku miejscowość liczyła 431 mieszkańców.